# 29. listopad
29. listopad je 333. den roku podle gregoriánského kalendáře (334. v přestupném roce). Do konce roku zbývá 32 dní.

## Události

### Česko
- 1378 – Po smrti krále Karla IV. se ujal vlády nad Českými zeměmi Václav IV.
- 1850 – V Olomoucké punktaci muselo Prusko pod tlakem Ruska uznat vedoucí postavení Rakouska v Německém spolku.
- 1989 – Federální shromáždění ČSSR zrušilo vedoucí úlohu KSČ v tehdejší Ústavě ČSSR

### Svět
- 1814 – Londýnské The Times byly první noviny vytištěné rychlolisem, který je už poháněn párou.
- 1825 – Rossiniho Lazebník sevillský měl premiéru v New Yorku. Byla to první italská opera uváděná v USA.
- 1830 – Začátek Listopadového povstání proti Rusům ve Varšavě.
- 1870 – Ve Velké Británii byla zavedena povinná školní docházka.
- 1877 – Thomas Alva Edison poprvé představil svůj fonograf na veřejnosti.
- 1887 – USA dostaly práva na užívání přístavu Pearl Harbor na havajském ostrově Oahu.
- 1897 – V anglickém Surrey se jel první motocyklový závod.
- 1899 – Založen fotbalový klub FC Barcelona.
- 1918 – Srbsko anektovalo Černou Horu.
- 1929 – Americký admirál Richard Evelyn Byrd jako první člověk přeletěl jižní pól.
- 1945 – Vyhlášena Federativní lidová republika Jugoslávie.
- 1947 – Valné shromáždění OSN schválilo Plán OSN na rozdělení Palestiny, který měl vyřešit arabsko-izraelský konflikt na území Britského mandátu Palestina.
- 1975 – Bill Gates použil v dopise Paulu Allenovi název „Micro-soft“ ( „microcomputer a software“).
- 1987 – Při teroristickém útoku na jihokorejské letadlo Boeing 707 na lince z Bagdádu do Soulu zahynulo všech 115 lidí na palubě.

## Narození
Viz též Kategorie:Narození 29. listopadu — automatický abecedně řazený seznam.

### Česko

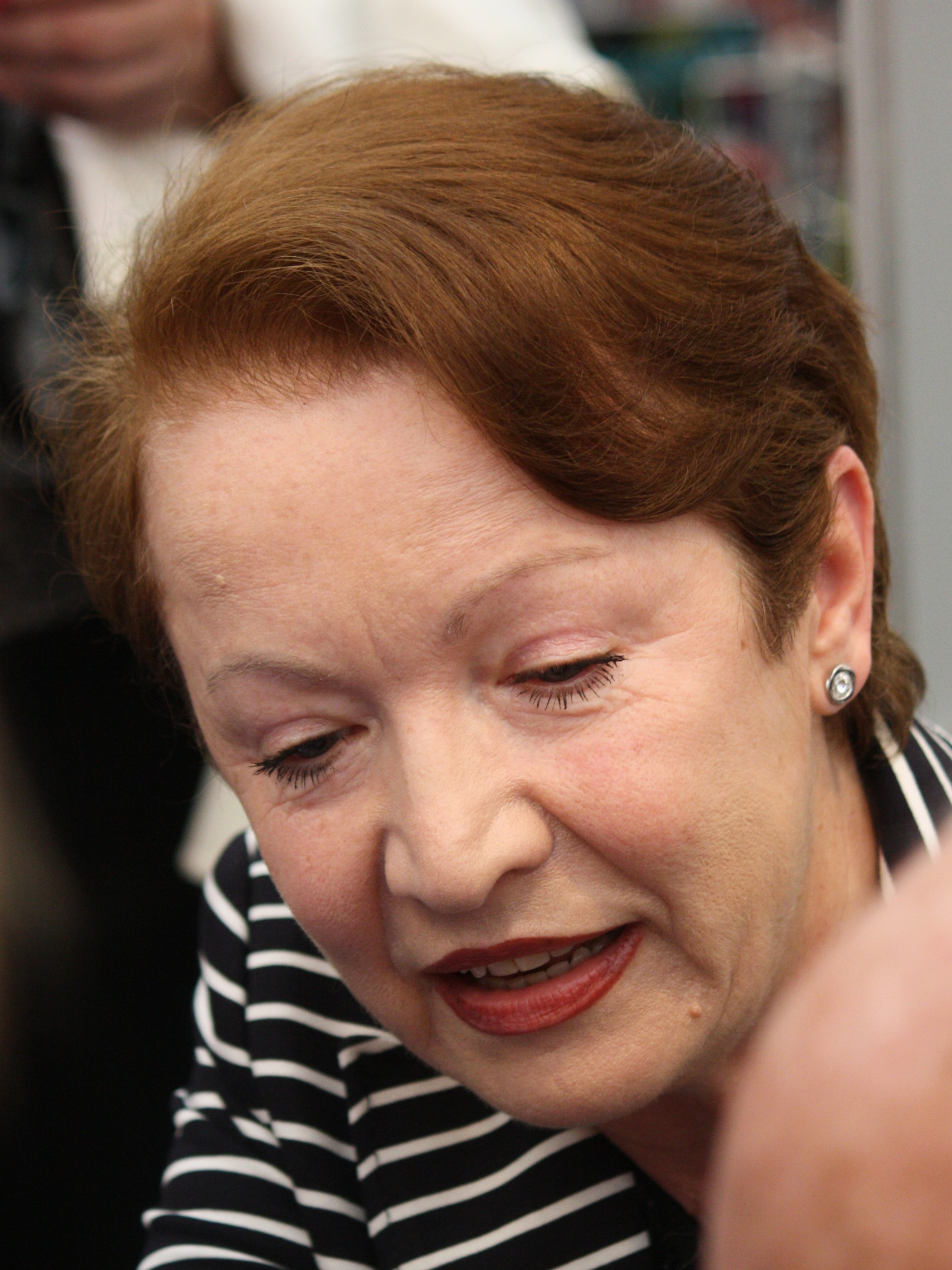
Hana Maciuchová (* 1945)

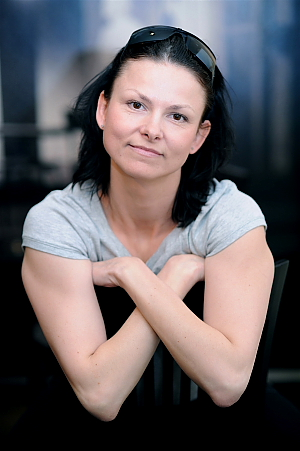
Klára Melíšková (* 1971)

- 1784 – Josef Ondřej Lindauer, biskup (českobudějovický) († 5. června 1850)
- 1834 – Ladislav Josef Čelakovský, botanik († 24. listopadu 1902)
- 1840 – Saturnin Heller, architekt († 18. září 1884)
- 1856 – Václav Roštlapil, architekt († 23. listopadu 1930)
- 1858 – Xaver Dvořák, kněz a básník († 22. listopadu 1939)
- 1859 – Karol Krčméry, československý politik († 2. února 1949)
- 1860 – Hana Kvapilová, herečka († 8. dubna 1907)
- 1867 – Karel Váňa, herec († 21. května 1951)
- 1874
  - Rudolf Schneider, československý politik německé národnosti († ?)
  - Alois Šefl, horník, anarchosyndikalista, novinář a spisovatel († 16. června 1938)
- 1896 – Josef Chvalovský, legionář a důstojník čs. armády († 27. srpna 1986)
- 1901 – Václav Vojtěch, cestovatel († 6. srpna 1932)
- 1903 – Ida Ertingerová, komunistická poslankyně († ?)
- 1906 – Gustav Vránek, houslista a hudební skladatel († 15. července 1981)
- 1909 – Adolf Zábranský, malíř, grafik a ilustrátor († 9. srpna 1981)
- 1920 – František Pavelka, voják a příslušník výsadku Percentage († 11. ledna 1943)
- 1923 – Zdeněk Martínek, herec († 19. listopadu 1999)
- 1930 – Bořík Procházka, herec († 13. května 2013)
- 1932
  - Zdeněk Kukal, oceánolog, geolog a oceánograf († 12. prosince 2021)
  - Ludmila Kárníková, historička († 9. srpna 1963)
- 1936 – Petr Brauner, architekt
- 1937 – Kamil Prudil, akademický malíř a psycholog († 22. dubna 2006)
- 1938 – Andrej Gjurič, psycholog a politik († 27. září 2015)
- 1944 – Ivan Kočárník, ministr financí ČR, místopředseda vlády Václava Klause
- 1945 – Hana Maciuchová, herečka († 26. ledna 2021)
- 1947 – Ivan Kurz, hudební skladatel a pedagog
- 1948 – Jan Riedlbauch, flétnista, básník a hudební pedagog
- 1950 – Ondřej Konrád, hudebník a hudební publicista
- 1951
  - Jan Tomšíček, spisovatel, dobrodruh
  - Jan Müller, sociální geograf († 18. února 2024)
- 1952 – Pavel Vandas, architekt
- 1953 – Pavel Rödl, politik
- 1955 – Julie Jurištová, herečka
- 1956 – Ivo Čermák, psycholog, metodolog, teoretik vědy
- 1958 – Václav Z. J. Pinkava, malíř, hudebník, básník i překladatel
- 1971 – Klára Melíšková, divadelní a filmová herečka
- 1975 – Matěj Hádek, herec
- 1980 – Daniel Barták, herec, hudební skladatel, zpěvák a pianista
- 1990 – Andrej Šustr, hokejista
- 1991 – Sebastian Navrátil, zpěvák, kytarista a textař

### Svět

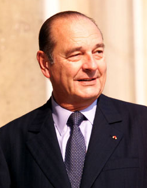
Jacques Chirac (* 1932)

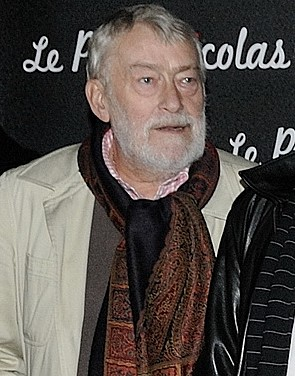
Michel Duchaussoy (* 1938)

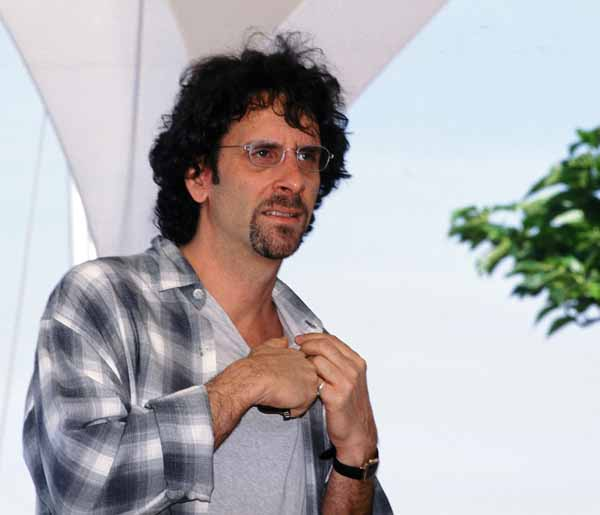
Joel Coen (* 1954)

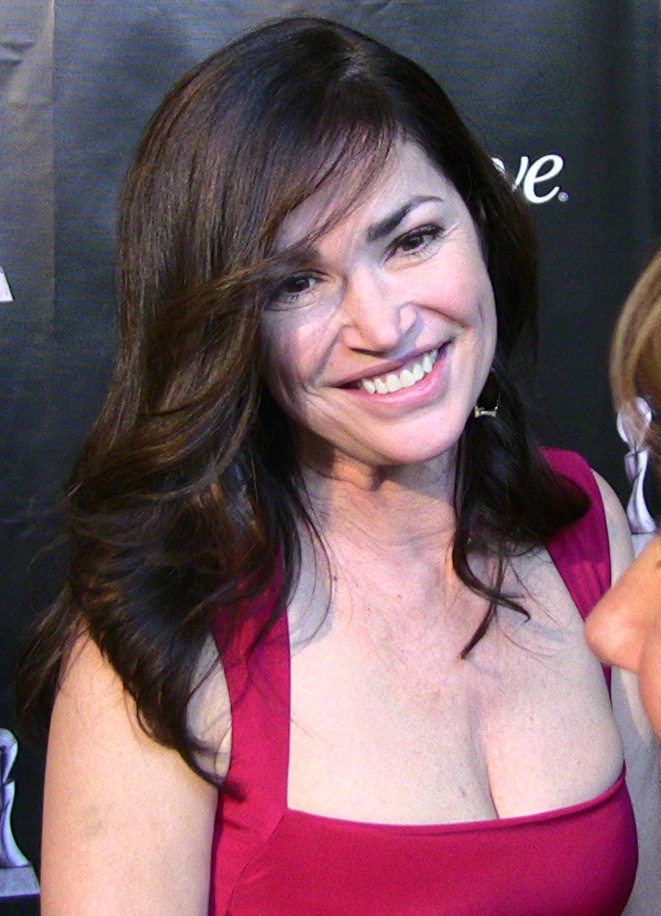
Kim Delaney (* 1958)

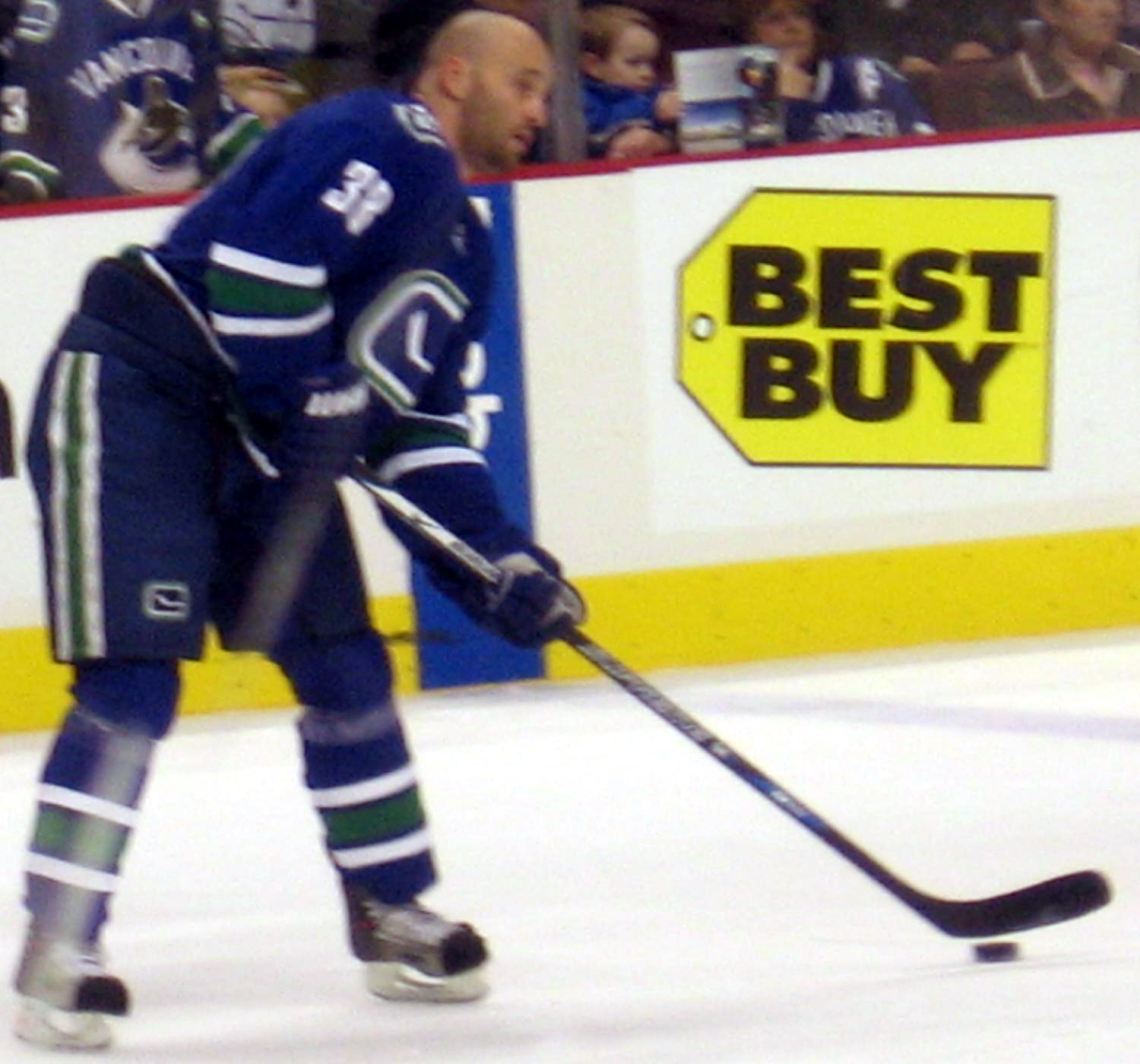
Pavol Demitra (* 1974)

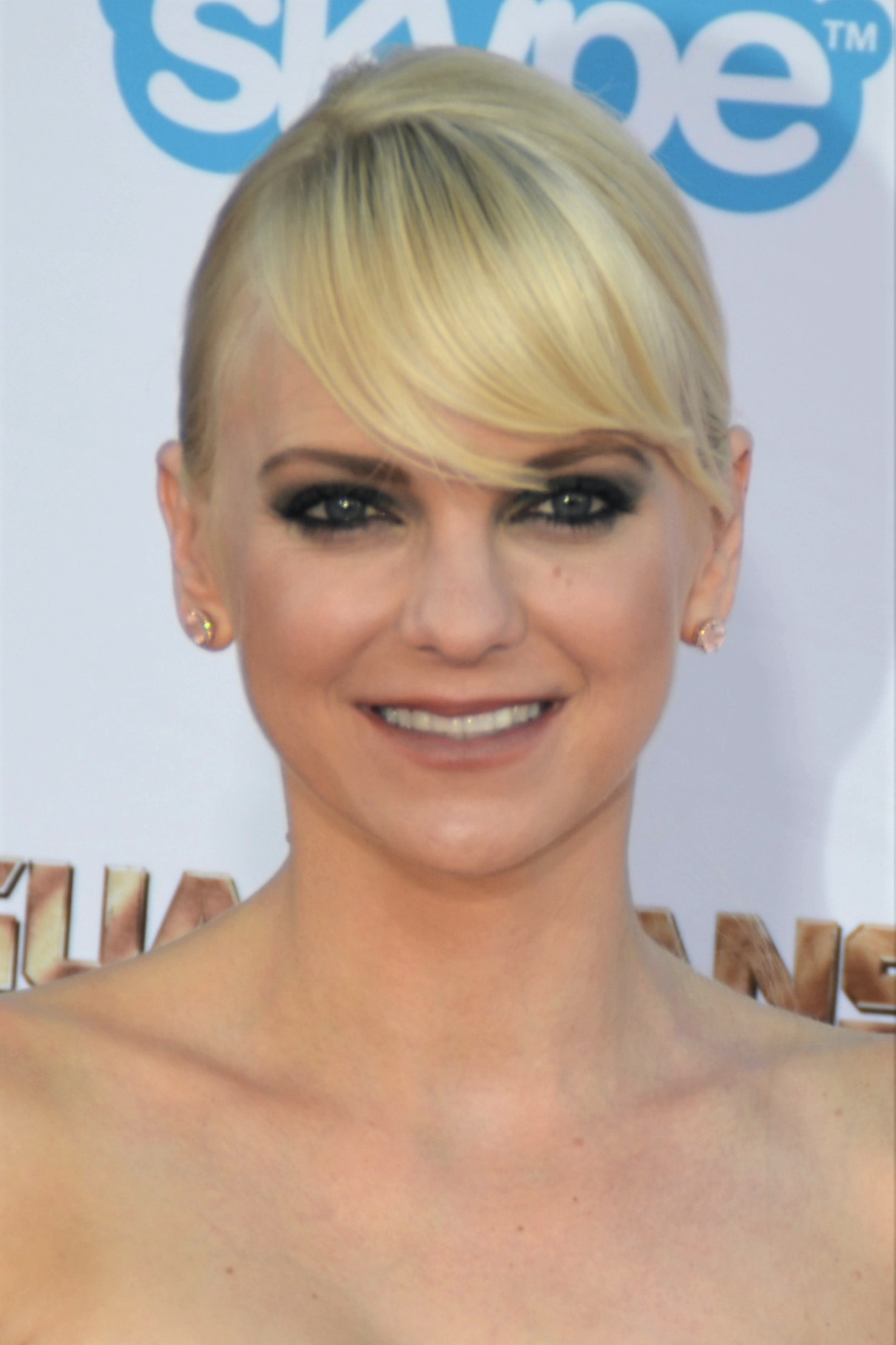
Anna Farisová (* 1976)

- 1189 – Ferdinand Kastilský, kastilský infant a následník trůnu († 14. října 1211)
- 1329 – Jan I. Dolnobavorský, dolnobavorský vévoda, syn vévody Jindřicha II. a české princezny Markéty Lucemburské († 20. prosince 1340)
- 1338 – Lionel z Antverp, anglický královský syn, vévoda z Clarence, hrabě z Ulsteru († 7. října 1368)
- 1489 – Markéta Tudorovna, skotská královna, manželka krále Jakuba IV. († 18. října 1541)
- 1627 – John Ray, anglický přírodovědec († 17. ledna 1705)
- 1766 – Maine de Biran, francouzský politik, filosof a psycholog († 20. července 1824)
- 1790 – Franz Xaver Riepl, rakouský geolog, stavitel železnic a hutní odborník († 25. dubna 1857)
- 1797 – Gaetano Donizetti, italský hudební skladatel († 8. dubna 1848)
- 1802 – Wilhelm Hauff, německý spisovatel († 18. listopadu 1827)
- 1803
  - Gottfried Semper, německý architekt († 15. května 1879)
  - Christian Doppler, rakouský fyzik († 17. března 1853)
- 1809 – Gabriel Ferry, francouzský spisovatel († 5. ledna 1852)
- 1816 – Morrison Waite, americký právník a politik († 23. března 1888)
- 1825 – Jean-Martin Charcot , francouzský neurolog a psychiatr († 16. srpna 1893)
- 1830 – Jules Péan, francouzský chirurg († 30. ledna 1898)
- 1832 – Louisa May Alcottová, americká spisovatelka († 6. března 1888)
- 1835 – Cch’-si, vládkyně Číny z dynastie Čching († 15. listopadu 1908)
- 1840 – Rhoda Broughton, velšská spisovatelka († 5. června 1920)
- 1843 – Gertrude Jekyll, britská zahradní architektka, spisovatelka († 8. prosince 1932)
- 1849
  - Ján Ružiak, slovenský politik († 28. prosince 1921)
  - John Ambrose Fleming, britský fyzik († 18. dubna 1945)
- 1863 – Georg Marco, rakouský šachista († 29. srpna 1923)
- 1874 – António Egas Moniz, portugalský neurolog, Nobelovy ceny za lékařství († 1955)
- 1882 – Henri Fabre, francouzský průkopník letectví († 30. června 1984)
- 1883
  - Lev Michajlovič Galler, ruský a sovětský námořní velitel a admirál († 12. července 1950)
  - Max Horton, britský admirál, velitel Britů v bitvě o Atlantik († 30. července 1951)
- 1891 – Julius Raab, rakouský kancléř († 8. ledna 1964)
- 1898 – Clive Staples Lewis, irský spisovatel († 22. listopadu 1963)
- 1902 – Carlo Levi, italský spisovatel a malíř († 4. ledna 1975)
- 1905 – Marcel Lefebvre, francouzský arcibiskup († 25. března 1991)
- 1911 – Antanas Škėma, litevský spisovatel († 11. srpna 1961)
- 1912 – John Templeton, britský akciový investor, obchodník a filantrop († 8. července 2008)
- 1913 – Benjamin Markarjan, arménský astrofyzik († 29. září 1985)
- 1918 – Jisra'el Dostrovsky, fyzikální chemik, předseda izraelské Komise pro atomovou energii († 28. září 2010)
- 1919 – Frank Kermode, anglický literární teoretik († 17. srpna 2010)
- 1926 – Al-Bádží Qáid as-Sabsí, prezident Tuniska († 25. července 2019)
- 1928 – Šulamit Aloniová, izraelská politička († 24. ledna 2014)
- 1932
  - Ed Bickert, kanadský jazzový kytarista  († 28. února 2019)
  - Jacques Chirac, francouzský politik († 26. září 2019)
- 1933 – John Mayall, britský bluesový zpěvák a multiinstrumentalista
- 1934
  - Tony Coe, britský jazzový klarinetista a saxofonista († 16. března 2023)
  - Nicéphore Soglo, prezident Beninu
- 1938 – Michel Duchaussoy, francouzský divadelní a filmový herec († 13. března 2012)
- 1940 – Billy Hart, americký jazzový bubeník
- 1944 – Twink, anglický rockový bubeník, skladatel a herec
- 1946 – Vuk Drašković, srbský politik
- 1947
  - Mirza Khazar, ázerbájdžánský spisovatel, politický analytik († 31. ledna 2020)
  - Mario Aurelio Poli, argentinský kardinál
  - Clare Torry, britská zpěvačka
  - Petra Kelly, německá aktivistka a politička († 1. října 1992)
  - Ronnie Montrose americký kytarista († 3. března 2012)
- 1949
  - Kenneth Cameron, americký letec a astronaut
  - Garry Shandling, americký komik, herec, režisér, scenárista, a zpěvák († 24. března 2016)
- 1950 – Hideo Levy, japonsky píšící Američan a překladatel
- 1951
  - Tonie Marshall, francouzsko-americká filmová herečka, režisérka a scenáristka († 12. března 2020)
  - Eliete Negreiros, brazilská zpěvačka
- 1952
  - John D. Barrow, anglický kosmolog a teoretický fyzik a matematik († 26. září 2020)
  - David Zindell, americký matematik a autor science fiction a fantasy
- 1953
  - Alex Grey, americký výtvarný umělec
  - Tommy Wonder, nizozemský kouzelník († 26. června 2006)
- 1954 – Joel David Coen, americký režisér, scenárista, kameraman a producent
- 1957
  - Jennifer Battenová, americká kytaristka
  - Jean-Philippe Toussaint, belgický spisovatel a filmový režisér
  - Janet Napolitanová, americká právnička a politička
- 1958
  - Kim Delaney, americká herečka
  - Chibly Langlois, haitský kardinál
- 1959 – Richard Ewen Borcherds, britský matematik
- 1962 – Ronny Jordan, britský kytarista († 13. ledna 2014)
- 1968 – Jonathan Knight, americký zpěvák, člen New Kids on the Block
- 1973 – Ryan Giggs, velšský fotbalista
- 1974 – Pavol Demitra, slovenský hokejista († 2011)
- 1976
  - Anna Farisová, americká herečka
  - Chadwick Boseman, americký herec († 28. srpna 2020)
- 1977 – Eddie Howe, anglický fotbalista a trenér
- 1979 – Game, americký rapper
- 1990 – Diego Boneta, mexický zpěvák a herec
- 1993 – David Lambert, americký herec
- 1998 – Barnabás Peák, maďarský silniční cyklista
- 2002 – Yunus Musah, americký fotbalista

## Úmrtí
Viz též Kategorie:Úmrtí 29. listopadu — automatický abecedně řazený seznam.

### Česko

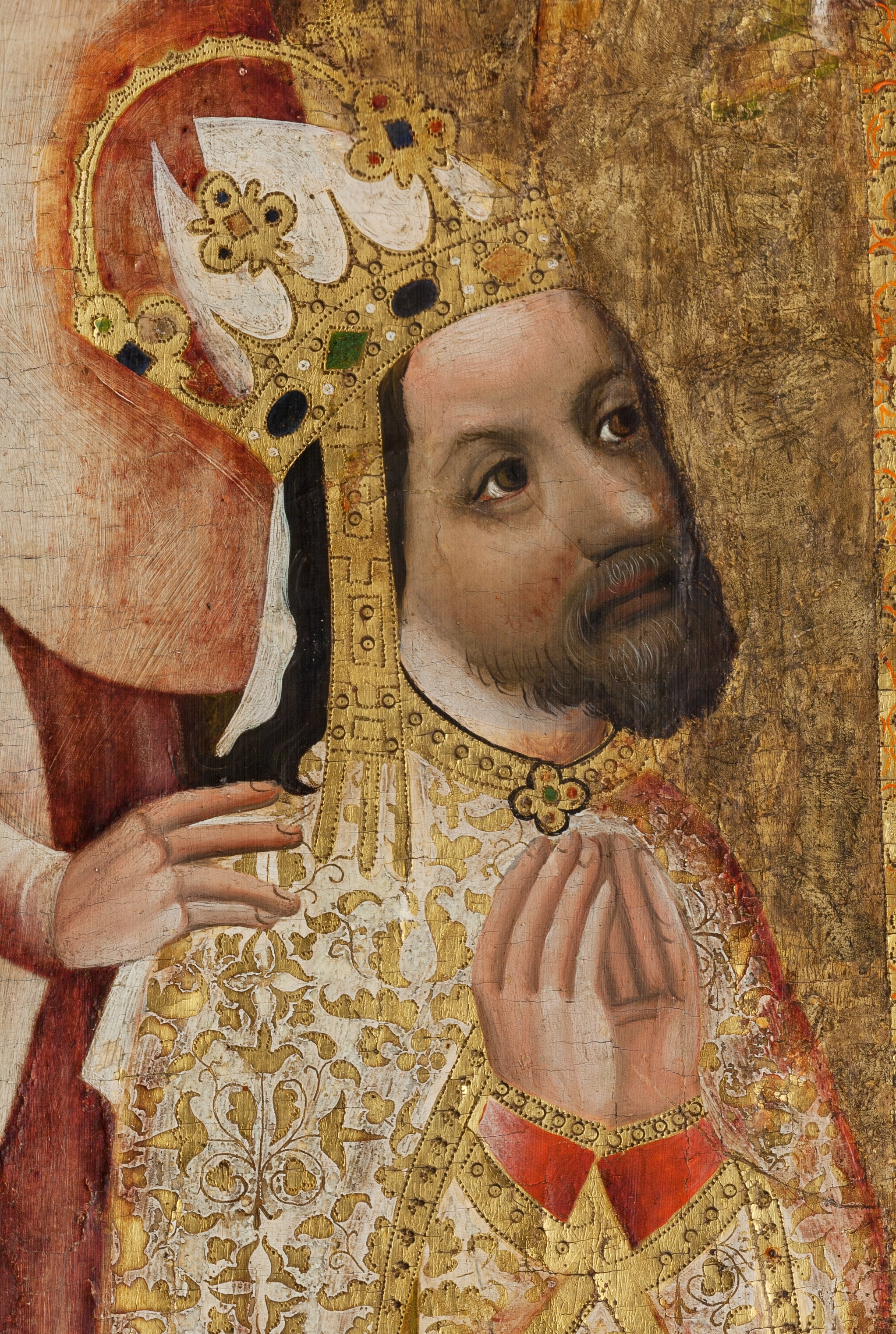
Karel IV. († 1378)

- 1378 – Karel IV., český král (* 14. května 1316)
- 1904 – Julius Roth, filolog, autor jazykových učebnic (* 25. června 1842)
- 1906 – Josef Černý, filolog, pedagog a překladatel (* 1843)
- 1908 – František Bačkovský, literární vědec (* 2. listopadu 1854)
- 1913 – Tomáš Škrdle, katolický kněz, organizátor katolického života (* 9. září 1853)
- 1921 – Otakar Zachar, chemik v oboru pivovarnictví a sladovnictví (* 16. března 1870)
- 1923 – Karel Dostál-Lutinov, kněz, básník a spisovatel (* 22. září 1871)
- 1930 – Moritz Adler, fotograf (* 1849)
- 1941 – Karla Absolonová-Bufková, spisovatelka (* 7. února 1855)
- 1946 – Otmar Hrejsa, československý politik (* 15. listopadu 1866)
- 1969 – František Ježek, ministr československých vlád a poslanec (* 6. září 1890)
- 1972 – Josef Kubíček, malíř, sochař a řezbář (* 13. března 1890)
- 1979 – Josef Urválek, komunistický prokurátor Státního soudu (* 28. dubna 1910)
- 1986 – Alois Jilemnický, regionální historik a spisovatel (* 28. května 1910)
- 1998 – Bohumír Janát, filozof, spisovatel (* 7. listopadu 1949)
- 2012 – Zora Wolfová, překladatelka (* 20. února 1928)
- 2022 – Radim Šrám, molekulární epidemiolog a genetik (* 27. srpna 1939)

### Svět

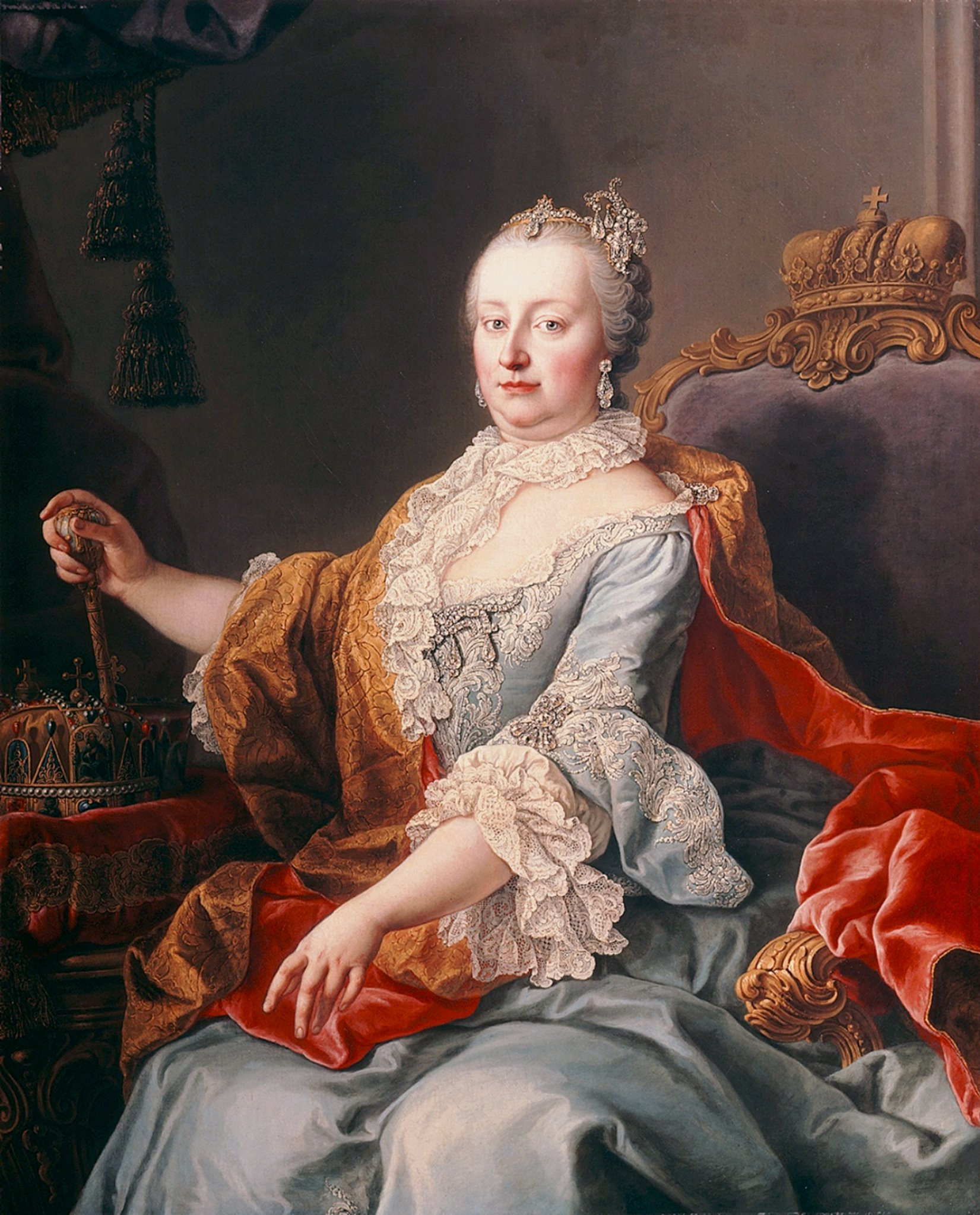
Marie Terezie († 1780)

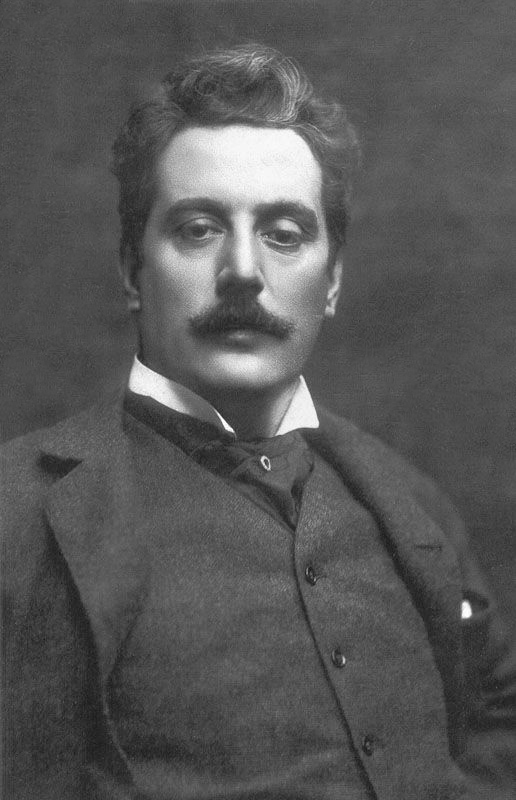
Giacomo Puccini († 1924)

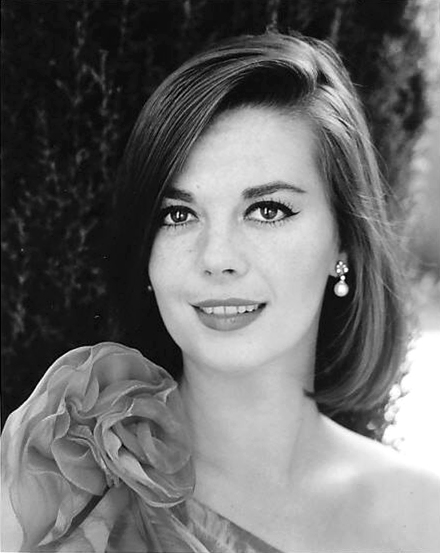
Natalie Wood († 1981)

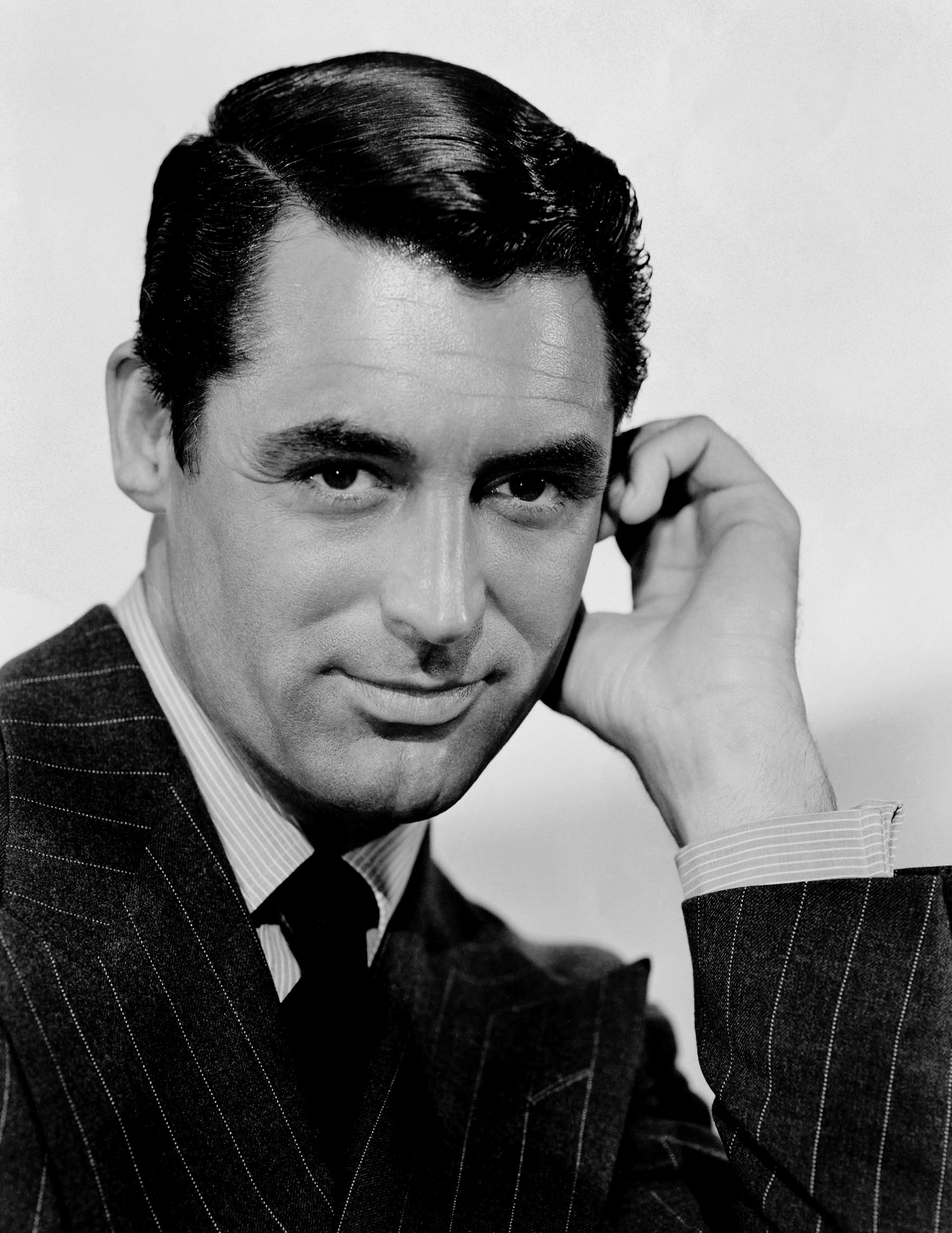
Cary Grant († 1986)

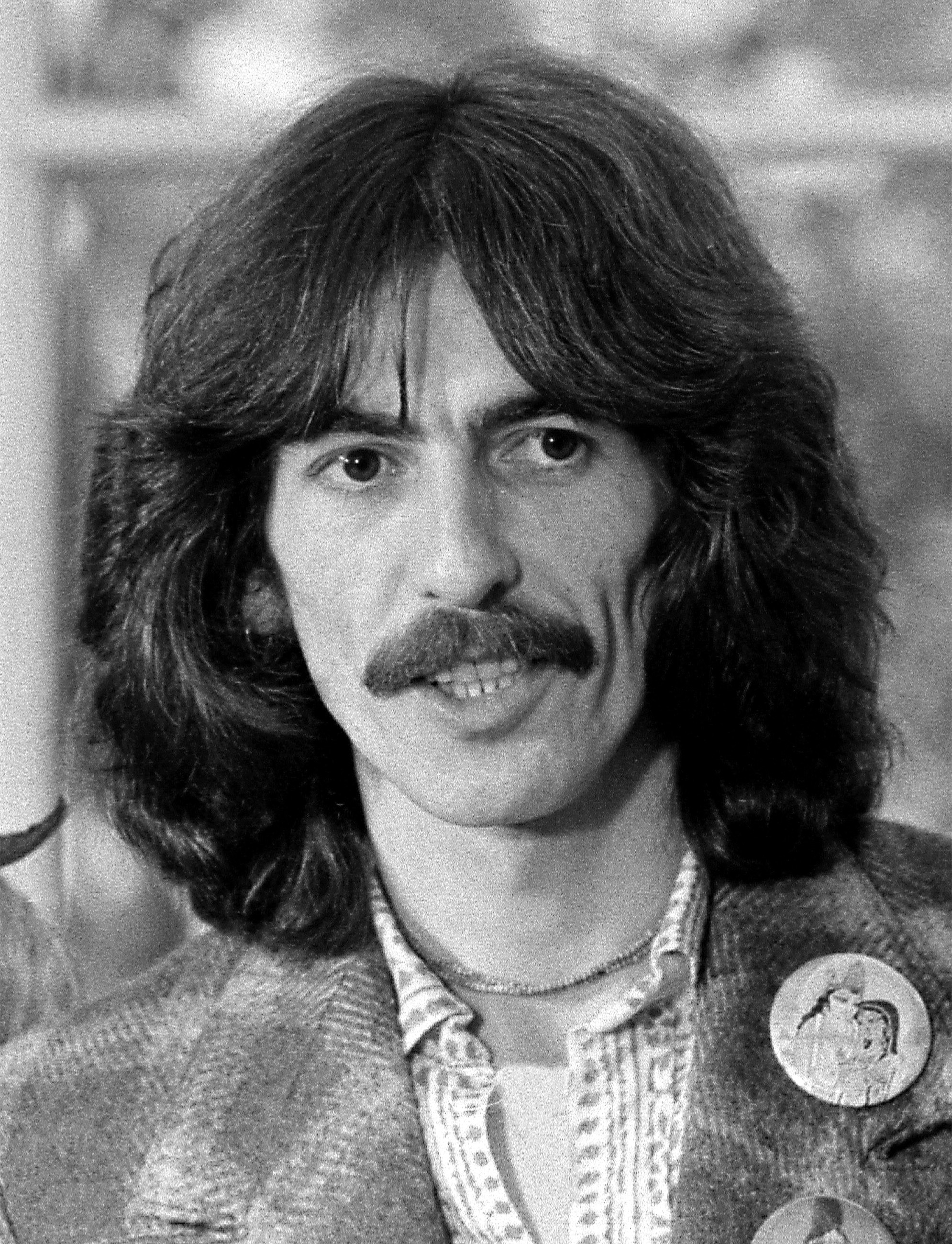
George Harrison († 2001)

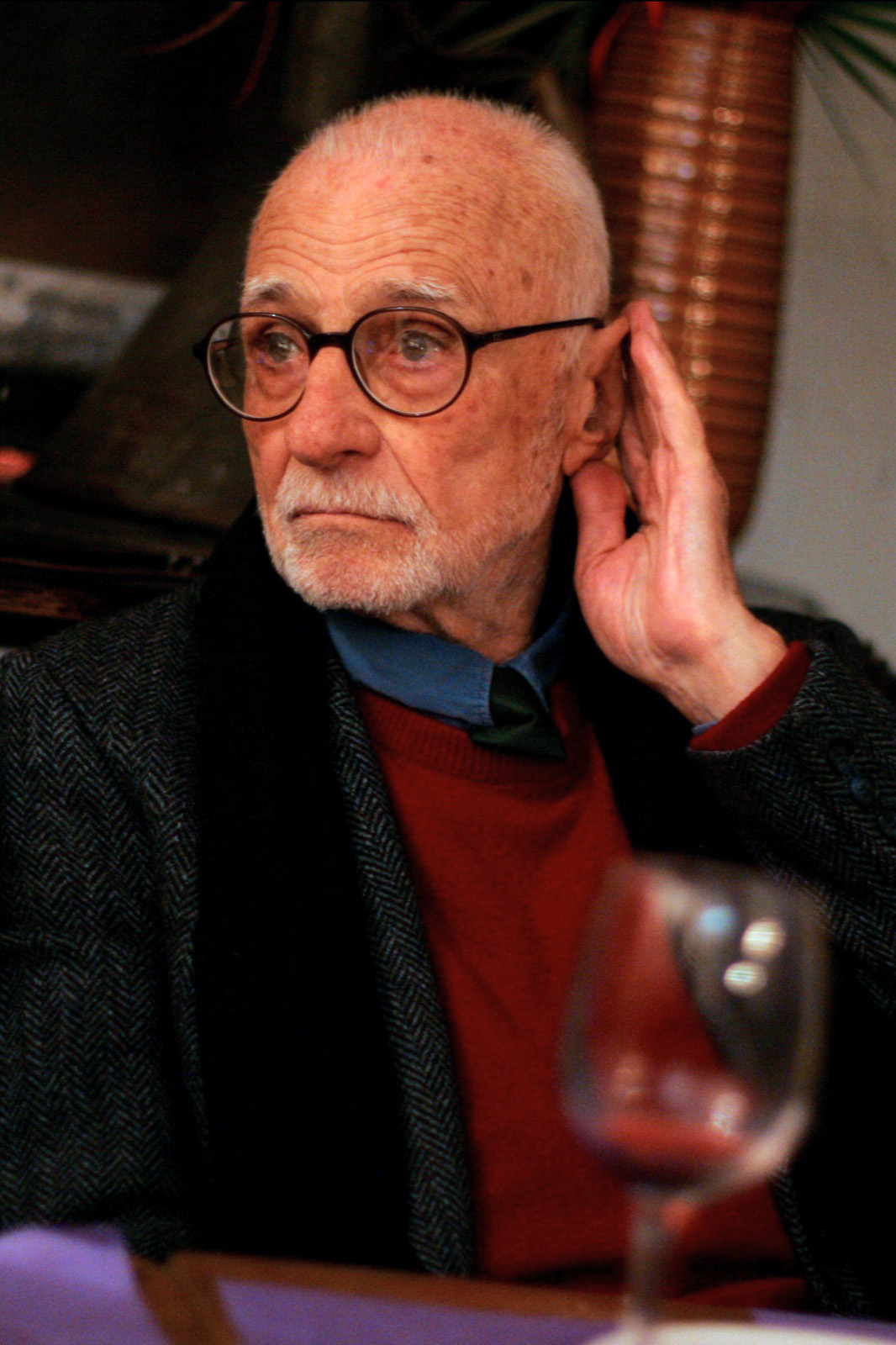
Mario Monicelli († 2010)

- 1227/1228 – Jindřich Babenberský, syn rakouského vévody Leopolda VI. (* 1208)
- 1253 – Ota II. Bavorský, bavorský vévoda a rýnský falckrabě (* 7. dubna 1206)
- 1268 – Klement IV., papež (* 1195)
- 1290 – Eleonora Kastilská, anglická královna, první manželka krále Eduarda I. (* 1241)
- 1314 – Filip IV. Francouzský, francouzský král z dynastie Kapetovců (* 1268)
- 1318 – Heinrich von Meissen, německý básník (* mezi 1250–1260)
- 1330 – Roger Mortimer (1. hrabě z Marchu), anglický šlechtic, který vedl úspěšnou vzpouru proti králi Eduardu II. (* 25. dubna 1287)
- 1530 – Thomas Wolsey, anglický státník a kardinál (* 1471)
- 1585 – Terumune Date, japonský vládce (* 1544)
- 1604 – Herkules I. Monacký, vládce Monaka (* 24. září 1555)
- 1605 – Heřman Kryštof Russworm, generál císařských vojsk Rudolfa II. (* 1565)
- 1626 – Petr Arnošt II. Mansfeld, vojevůdce na straně protihabsburského odboje (* 1580)
- 1632 – Fridrich Falcký, český král (* 26. srpna 1596)
- 1643 – Claudio Monteverdi, italský hudební skladatel (pokřtěn 15. května 1567)
- 1652 – Francesco Angeloni, italský spisovatel, historik a sběratel (* 1587)
- 1678 – Daniele da Castrovillari, italský mnich a hudební skladatel (* ? 1613)
- 1682 – Ruprecht Falcký, vévoda z Cumberlandu, syn Fridricha Falckého, německý a anglický vojevůdce (* 17. prosince 1619)
- 1778
  - Pavel Doležal, slovenský kněz a jazykovědec (* 20. ledna 1700)
  - Hryhorij Kvitka-Osnovjanenko, ukrajinský prozaik, dramatik, kritik († 20. srpna 1843)
- 1780 – Marie Terezie, královna uherská a česká (* 13. května 1717)
- 1793 – Antoine Pierre Joseph Marie Barnave, francouzský revoluční politik (* 22. října 1761)
- 1794 – Žofie Frederika Meklenbursko-Zvěřínská, dánská princezna (* 24. srpna 1758)
- 1813 – František Tomáš z Ditrichštejna, česko-rakouský šlechtic (* 13. prosince 1731)
- 1820 – Josef Freiherr von Smola, vrchní velitel rakouského dělostřelectva (* 12. června 1764)
- 1823 – Karl Asmund Rudolphi, německý přírodovědec (* 14. července 1771)
- 1830 – Charles-Simon Catel, francouzský hudební skladatel a pedagog (* 10. června 1773)
- 1835 – Kateřina Württemberská, vestfálská královna jako manželka Jérôma Bonaparta (* 21. února 1783)
- 1839 – Kateřina Vilemína Zaháňská, slezská šlechtična a politička (* 8. února 1781)
- 1861 – Nikolaj Alexandrovič Dobroljubov, ruský literární kritik a publicista (* 5. února 1836)
- 1863 – Johann Kempen, rakouský generál, zakladatel četnictva (* 26. června 1793)
- 1872 – Horace Greeley, americký politik (* 3. února 1811)
- 1881 – Giacomo Brogi, italský fotograf (* 6. dubna 1822)
- 1895 – Eduard Taaffe, rakouský státník (* 24. února 1833)
- 1897 – Konstantin von Höfler, německý historik (* 26. března 1811)
- 1909 – Samuel Mikler, slovenský evangelický kněz, náboženský spisovatel (* 1. července 1835)
- 1912 – Enrico Annibale Butti, italský spisovatel (* 19. února 1868)
- 1915 – Luigi Capuana, sicilský spisovatel a novinář (* 28. května 1839)
- 1919 – Simon Winawer, polský šachový mistr (* 6. března 1838)
- 1924 – Giacomo Puccini, italský operní skladatel (* 22. prosince 1858)
- 1927 – Pavel Blaho, slovenský lékař a československý politik (* 25. března 1867)
- 1932 – Frank Dixon, kanadský hráč lakrosu (* 1. dubna 1879)
- 1935 – Ivar Otto Bendixson, švédský matematik (* 1. srpna 1861)
- 1937 – Jeghiše Čarenc, arménský básník, oběť stalinského teroru (* 25. března 1897)
- 1939
  - Philipp Scheidemann, německý říšský kancléř (* 26. července 1865)
  - Marie Bádenská, poslední anhaltská vévodkyně (* 26. července 1865)
- 1941 – Zoja Kosmoděmjanská, sovětská partyzánka za druhé světové války (* 13. září 1923)
- 1944 – Marcell Komor, maďarský architekt (* 7. listopadu 1868)
- 1947 – Karl Jaray, rakouský architekt, působící i v Československu (* 14. března 1878)
- 1957
  - Chaim Michael Dov Weissmandl, rabín, který v době 2. světové války usiloval o záchranu Židů (* 25. října 1903)
  - Erich Wolfgang Korngold, rakousko-americký hudební skladatel, klavírista a dirigent (* 29. května 1897)
- 1958 – Josef Melzer, stavitel varhan (* 6. března 1871)
- 1966 – Alice Masaryková, dcera Tomáše Garrigua Masaryka (* 3. května 1879)
- 1967 – Ferenc Münnich, maďarský komunistický politik, ministr vnitra (* 16. listopadu 1886)
- 1969 – Jozef Lettrich, slovenský politik (* 17. června 1905)
- 1970
  - Mary Bardová, americká spisovatelka (* 21. listopadu 1904)
  - Nina Ricci, italská módní návrhářka (* 14. ledna 1883)
- 1975 – Graham Hill, britský automobilový závodník, vítěz Formule 1 (* 1929)
- 1980 – Dorothy Day, americká katolická novinářka a spisovatelka (* 8. listopadu 1897)
- 1981 – Natalie Wood, americká herečka (* 20. července 1938)
- 1982
  - Percy Williams, kanadský sprinter, dvojnásobný olympijský vítěz (* 19. května 1908)
  - Hermann Balck, generál nacistického Německa (* 7. prosince 1893)
- 1983 – Aage Remfeldt, dánský fotograf a olympionik (* 4. září 1889)
- 1986
  - Herbert Alexander Rosenfeld, britský psychoanalytik (* 2. července 1910)
  - Cary Grant, americký herec (* 18. ledna 1904)
  - Tomáš Býček, příslušník výsadku Barium (* 10. května 1910)
- 1989 – Ödön Zombori, maďarský zápasník, zlato na OH 1936 (* 22. září 1906)
- 1991 – Ralph Bellamy, americký filmový a televizní herec (* 17. června 1904)
- 1992
  - Jean Dieudonné, francouzský matematik (* 1. července 1906)
  - Hans Günther Mukarovsky, rakouský afrikanista (* 2. října 1922)
- 1995 – Sabir Junusov, uzbecký chemik (* 18. března 1909)
- 1996 – Dan Flavin, americký instalační umělec (* 1. dubna 1933)
- 1999
  - Herbert Freudenberger, americký psychoanalytik (* 26. listopadu 1927)
  - Štefan Polakovič, slovenský filozof (* 22. listopadu 1912)
- 2001 – George Harrison, britský kytarista, bývalý člen skupiny The Beatles (* 25. února 1943)
- 2006 – Leonard Freed, americký dokumentární a reportážní fotograf (* 23. října 1929)
- 2008 – Jørn Utzon, dánský architekt (* 9. dubna 1918)
- 2009
  - Robert Holdstock, britský spisovatel fantasy literatury (* 2. srpna 1948)
  - Princ Alexandr Belgický (* 18. července 1942)
- 2010
  - Mario Monicelli, italský filmový režisér a scenárista (* 16. května 1915)
  - Maurice Wilkes, britský informatik (* 26. června 1913)
- 2013 – Natalja Gorbaněvská, ruská básnířka, disidentka (* 26. května 1936)
- 2022 – Andrés Balanta, kolumbijský fotbalista (* 18. ledna 2000)
- 2023 – Henry Kissinger, americký diplomat a ministr zahraničí (* 27. května 1923)

## Svátky

### Česko
- Zina
- Zaida
- Saturnin

Katolický kalendář
- Svatý Saturnin

### Svět
- Mezinárodní den solidarity s palestinským lidem
- Albánie: Den osvobození
- Libérie: Narozeniny prezidenta Tubmana

## Pranostiky

### Česko
- Na Saturnina skučí meluzína.

| 29. listopad v pražském KlementinuÚdaje jsou platné k 11. 3. 2025. | 29. listopad v pražském KlementinuÚdaje jsou platné k 11. 3. 2025. | 29. listopad v pražském KlementinuÚdaje jsou platné k 11. 3. 2025. |
| minimum                                                            | denní průměr                                                       | maximum                                                            |
| ------------------------------------------------------------------ | ------------------------------------------------------------------ | ------------------------------------------------------------------ |
| −11,6 °C (1915)                                                    | 3,2 °C (od 1961)                                                   | 14,0 °C (1836)                                                     |